# بني حيتم (مكناسة الشرقية)
بني حيتم هي إحدى مشيخات المملكة المغربية، تتبع جغرافيا لإقليم تازة وإداريًا لمكناسة الشرقية. يقدر عدد سكانها بـ 3802 نسمة حسب الإحصاء الرسمي للسكان والسكنى لسنة 2004.